# Жозеф Брахим Сеид
Жозеф Брахим Сеид (на френски: Joseph Brahim Seid; Нджамена, 27 ноември 1927 – 4 март 1980) е писател и политик (министър и дипломат) от Чад.
Учи в Нджамена и Бразавил, завършва право във Франция (1955). Работи като юрист в родината си.
Публикува статии върху националния характер на сънародниците си и родината си. Най-известните му книги са „Дете на Чад“ (Un enfant du Tchad, 1967) и „В Чад под звездите“ (Au Tchad sous les étoiles, 1962), базирани на неговия живот, които се считат за класика в чадската литература.
Бил е министър на правосъдието в периода от 1966 до 1975 г., а преди това е посланик на Чад във Франция (1961 – 1966).